# Charlie Covell
Charlie Covell (n. 1984, Greater London, Anglia, Regatul Unit) este o scenaristă și actriță britanică, cel mai bine cunoscută pentru adaptarea serialului de benzi desenate The End of the F***ing World pentru Channel 4⁠(d) și ca autoare a serialului Kaos pentru Netflix.

## Biografie
Covell s-a născut în Blackheath și a studiat limba engleză la Universitatea Oxford.

## Carieră
Debutul pe ecran a avut loc în 2003 în serialul de televiziune Fortysomething⁠(d), alături de Hugh Laurie, Anna Chancellor⁠(d) și Benedict Cumberbatch. 
Covell a apărut în Crimele din Midsomer (2008), Law & Order: UK⁠(d) (2009), The Inbetweeners⁠(d) (2010) ca Sophie, Whitechapel (2011), Peep Show (2012).
Ca scenaristă, Covell a scris Banana, Burn Burn Burn⁠(d) (2015)și apoi serialul Channel 4 The End of the F***ing World.
În 2015, Covell a fost desemnată Screen International⁠(d) Star of Tomorrow.

## Filmografie

### Actriță
| An   | Titlu                             | Rol            | Note                        |
| ---- | --------------------------------- | -------------- | --------------------------- |
| 2003 | Fortysomething⁠(d)                 | Woj            | 3 episoade                  |
| 2005 | Messiah: The Harrowing⁠(d)         | Sara Knightley | 3 episoade                  |
| 2007 | Doctors⁠(d)                        | Anna Metcalf   | Episodul: "Force of Habit"  |
| 2007 | Angelo's                          | Andrea         | 3 episoade                  |
| 2008 | Midsomer Murders                  | Kate Hammond   | Episodul: "Shot at Dawn"    |
| 2009 | Law & Order: UK⁠(d)                | Louise Ackroyd | Episodul: "Unsafe"          |
| 2009 | Oscar & Jim                       | Emma           | Scurtmetraj                 |
| 2009 | Breathe: Act One                  | Thea           | Scurtmetraj                 |
| 2010 | Forget Me Not⁠(d)                  | Carly          |                             |
| 2010 | The Inbetweeners⁠(d)               | Sophie         | Episodul: "Trip To Warwick" |
| 2010 | Whitechapel⁠(d)                    | Blond Boy      | 2 episoade                  |
| 2011 | Frog/Robot                        | Girl           | Short film                  |
| 2012 | A Fantastic Fear of Everything⁠(d) | Holby          |                             |
| 2012 | Peep Show⁠(d)                      | Trish          | 3 episoade                  |
| 2012 | Misfits⁠(d)                        | James          | Episodul: "Episode #4.7"    |
| 2015 | Banana⁠(d)                         | Amy            | Episodul: "Episode #1.6"    |
| 2015 | Cucumber⁠(d)                       | Amy            | 2 episoade                  |
| 2016 | Siblings                          | Jenny          | Episodul: "Kevin Rugby"     |
| 2016 | Marcella⁠(d)                       | DC Alex Dier   | 8 episoade                  |

### Scenaristă
| An        | Titlu                        | Note                                   |
| --------- | ---------------------------- | -------------------------------------- |
| 2015      | Banana⁠(d)                    | 2 episoade                             |
| 2015      | Burn Burn Burn⁠(d)            |                                        |
| 2017–2019 | The End of the F***ing World | 16 episoade                            |
| 2024      | Truelove⁠(d)                  | 6 episoade, împreună cu Iain Weatherby |
| 2024      | Kaos                         | 8 episoade                             |